# دان كامبل (متسابق بياثل)
دان كامبل (بالإنجليزية: Dan Campbell)‏ هو متسابق بياثل أمريكي، ولد في 11 يوليو 1978 في منيابولس في الولايات المتحدة.

## وصلات خارجية
- دان كامبل على موقع IBU (الإنجليزية)
- دان كامبل على موقع أوليمبيديا (الإنجليزية)